# Cuisine marshallaise

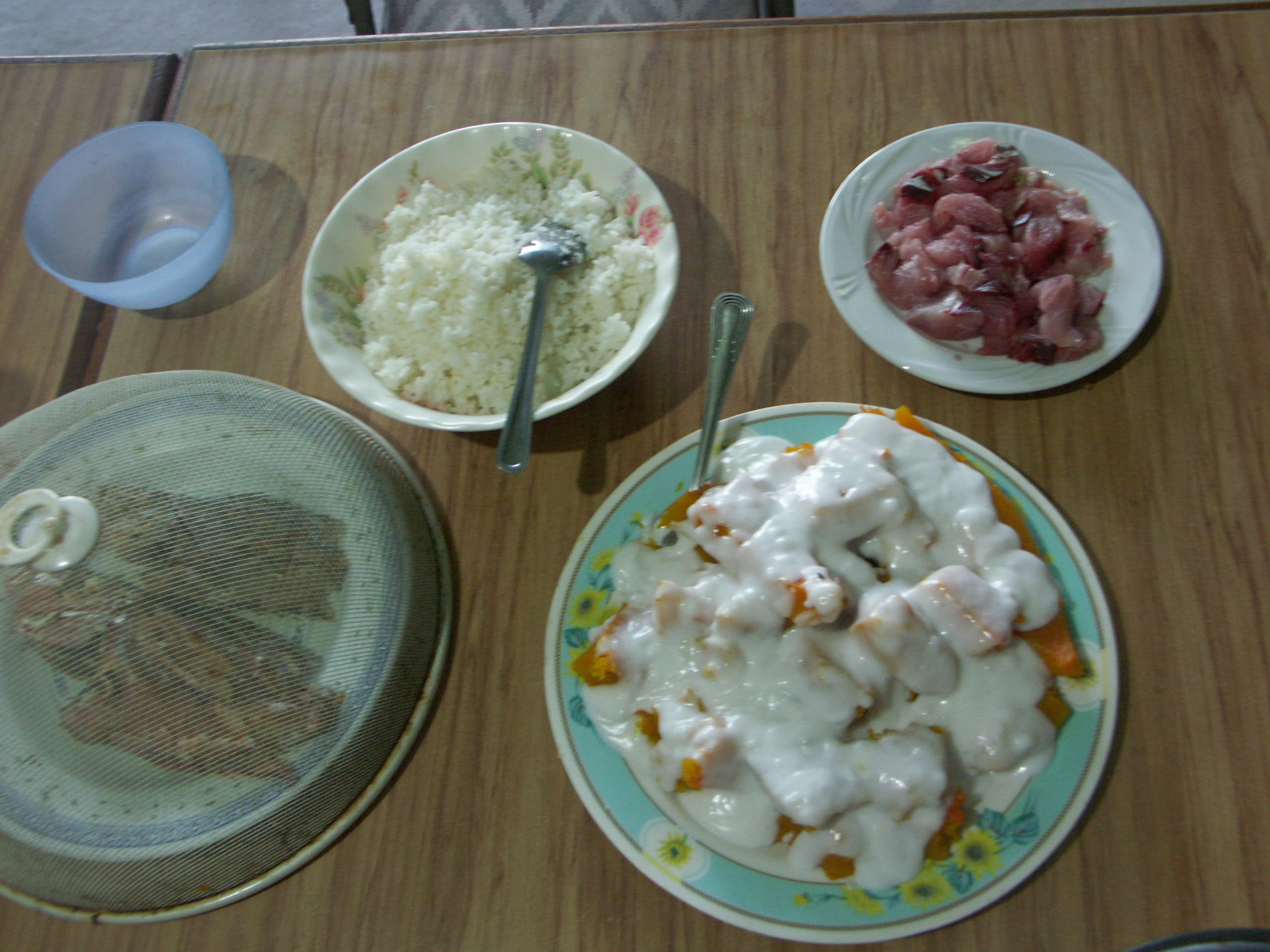
Plats marshallais.

La cuisine marshallaise désigne la cuisine traditionnelle des îles Marshall.

## Principaux ingrédients
Le fruit de l'arbre à pain est l'ingrédient de base de la cuisine des îles Marshall. Il sert à préparer de nombreuses recettes. Les habitants de ce pays d'Océanie ont l'habitude de le conserver afin de le consommer même lorsqu'il n'est pas de saison. La noix de coco est aussi très répandue.
En tant qu'État archipel, le poisson et les fruits de mer sont également très abondants dans la cuisine de ces îles. Le poisson le plus apprécié des Marshallais est le mérou bossu. Il est souvent enroulé dans des feuilles de bananier. Cette méthode permet de rendre la chair plus juteuse et d'éliminer la forte odeur du poisson. Le thon et le crabe du Pacifique sont aussi très réputés.
Le poulet rôti est la viande la plus consommée. Dans les restaurants, le client doit choisir l'animal qu'il mangera.

## Quelques plats marshallais
- Beignet à la farine de manioc
- Châtaignes grillées à la marshallaise
- Crevettes épicées frites
- Gratin de patates douces
- Médaillon de sole ou de lote au lait de coco[2]
- Mérou bossu
- Salade de fruit à pain
- Tarte aux noix de macadamia